# 莱芒湖畔昂蒂
萊芒湖畔昂蒂（法語：Anthy-sur-Léman，法語發音：[ɑ̃ti syʁ lemɑ̃]）是法国上萨瓦省的一个市镇，属于托农莱班区。

## 地理
莱芒湖畔昂蒂（46°21'18"N, 6°25'37"E）面积4.62 平方千米，位于法国奥弗涅-罗讷-阿尔卑斯大区上萨瓦省，该省份为法国东部省份，历史上为薩伏依的一部分，北与瑞士接壤，西接安省，南至萨瓦省，东与瑞士和意大利接壤。
与莱芒湖畔昂蒂接壤的市镇（或旧市镇、城区）包括：阿兰日、马尔让塞勒、托农莱班。

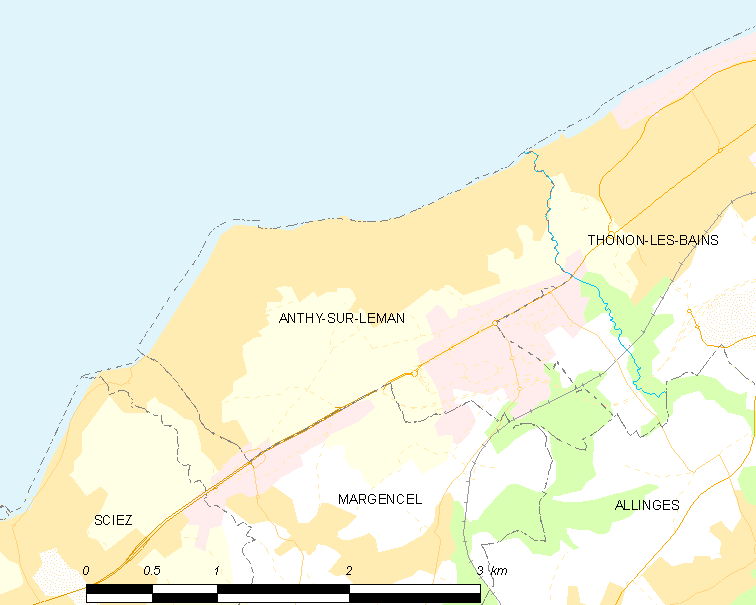
莱芒湖畔昂蒂的OSM定位图

莱芒湖畔昂蒂的时区为UTC+01:00、UTC+02:00（夏令时）。

## 行政
莱芒湖畔昂蒂的邮政编码为74200，INSEE市镇编码为74013。

## 政治
莱芒湖畔昂蒂所属的省级选区为锡耶县。

## 人口

1962-2008年间莱芒湖畔昂蒂人口变化图示

莱芒湖畔昂蒂于2022年1月1日时的人口数量为2370人。